# Ins Gras beißen
Ins Gras beißen ist eine feststehende Redewendung und eine saloppe Umschreibung für „sterben“. Gebraucht wird sie besonders mit Bezug auf Soldaten, welche in einer Schlacht ihr Leben verlieren.
Im Englischen sagt man dazu „to bite the dust“ und französisch heißt es „mordre la poussière“, was beides in den Staub beißen bedeutet.
Die Vorstellung, dass sterbende Krieger in die Erde beißen, ist bereits seit der Antike belegt, so in der Ilias (2, 418) und in der Aeneis (11, 418; 11, 668f.).
Die Wendung ins Gras beißen tritt in deutscher Sprache im 17. Jahrhundert in der Bedeutung „(im Kampf) sterben“ auf. Schottel nennt sie 1663 eine „jedem bekante gebräuchliche Redart“.
Adelung vermutete zudem im Verb „beißen“ der Redewendung ein mittelhochdeutsches „baißen“ mit der Bedeutung „vom Pferd absteigen“.
In seinen „Wanderungen durch die Mark Brandenburg – Die Grafschaft Ruppin“ zitiert Theodor Fontane den jungen Offizier Goßler, der die Ereignisse der Schlacht bei Möckern am 16. Oktober 1813 schildert. Dort heißt es zum Nachgang der Schlacht am 17. Oktober: „Der alte Hünerbein ging mit uns auf dem nahegelegenen Schlachtfeldterrain umher und wendete mit dem Krückstock die schon ihrer Kleider beraubten Leichen von Freund und Feind um, wenn sie, wie gewöhnlich, auf dem Bauche lagen und mit ihren Zähnen ins Gras gebissen hatten.“ Die Ausführlichkeit der Schilderung, das auf dem Bauche liegen, vor allem der Zusatz „mit ihren Zähnen“ – gibt durchaus Anlass auch die wortwörtliche Bedeutung der Redewendung in Betracht zu ziehen, die sich dann als ein Zusammenbeißen der Zähne im Gras, z. B. vor Schmerzen, verstehen lässt.
Der US-amerikanische Kriegsfilm  Hell Is for Heroes aus dem Jahr 1962 lief unter dem deutschen Verleihtitel Die ins Gras beißen.